# René Lefeuvre
Pour les articles homonymes, voir Lefeuvre.
René Lefeuvre (20 août 1902 à Livré-sur-Changeon - 3 juillet 1988 à Paris) est un éditeur et militant marxiste français.

## Biographie
René Lefeuvre devient apprenti maçon à l'âge de 16 ans. Pour échapper au chômage provoqué par les conséquences de la crise de 1929, il change de métier et devient correcteur. 
Marxiste, il fréquente les milieux militants socialistes et communistes, mais s'oppose radicalement au stalinisme et au réformisme. À partir de 1933, il dirige la revue Masses, revue politique et culturelle marxiste, qui se présentait ainsi : « Notre mouvement est un mouvement de jeunes au sens propre du mot. Masses est le produit de la collaboration d’un groupe de camarades dont la pensée peut présenter des nuances différentes, mais que réunit à la fois un idéal commun : l’idéal révolutionnaire socialiste, et une manière commune d’aborder les problèmes que pose ce qui les entoure : l’utilisation de la méthode d’investigation forgée par Marx et Engels. Masses se réclame de la révolution sociale et du libre examen matérialiste et de rien d’autre. » (« Appel à nos amis », Masses n° 11, novembre 1933). Masses va exister sous sa direction de 1933 à 1948 (avec des interruptions). 
D'abord membre du Cercle communiste démocratique de Boris Souvarine, il adhère en 1934 à la SFIO et y crée un éphémère groupe luxemburgiste, le « groupe Spartacus ». Il participe à l’aile gauche de la SFIO dans les années précédent le Front populaire. Il participe en 1935 à la création de la tendance « Gauche révolutionnaire » de Marceau Pivert, avec qui il assure la direction du bulletin bimensuel du courant. Il fait partie des milliers d'exclus du congrès de la SFIO de juin 1938, et participe à la fondation du Parti socialiste ouvrier et paysan (PSOP). René Lefeuvre s’occupe du journal du nouveau parti : Juin 36. 
Il fonde Spartacus, tout d'abord sous forme d'une revue en 1934, puis à partir de 1936 sous forme de « cahiers mensuels », pour éditer des textes « marxistes non dogmatiques » peu connus et souvent inédits en français. Devenant au fil des ans éditeur indépendant, il dirige ce qui est devenu les éditions Spartacus. Seront ainsi édités des textes, entre autres, de Rosa Luxemburg, Anton Pannekoek et Herman Gorter.
Lefeuvre publie également un ouvrage qu'il a écrit, La Politique communiste (ligne et tournants), et rédige de nombreuses préfaces.
À partir de décembre 1975, il édite en supplément aux Cahiers Spartacus une revue, Spartacus, socialisme et liberté, prenant en compte des questions d'actualité. On peut les consulter et les télécharger en format PDF sur le site La Bataille Socialiste, site très fourni en textes marxistes non léninistes (Luxembourg, Mattick…) ou ultra gauches. 
Il poursuivra jusqu'à sa mort son travail d'édition, « pour le socialisme et la liberté ».

### RevueMasses
- Sommaires et scans noir et blancs de tous les numéros
- Scans en couleur de certains numéros
- Collection numérisée 1933-1934 et 1946-1948 sur l'Argonnaute, bibliothèque numérique de la Contemporaine

## Archives
- Inventaire du fonds d'archives de René Lefeuvre conservé à La contemporaine